# Dreifaltigkeitskirche (Titschendorf)

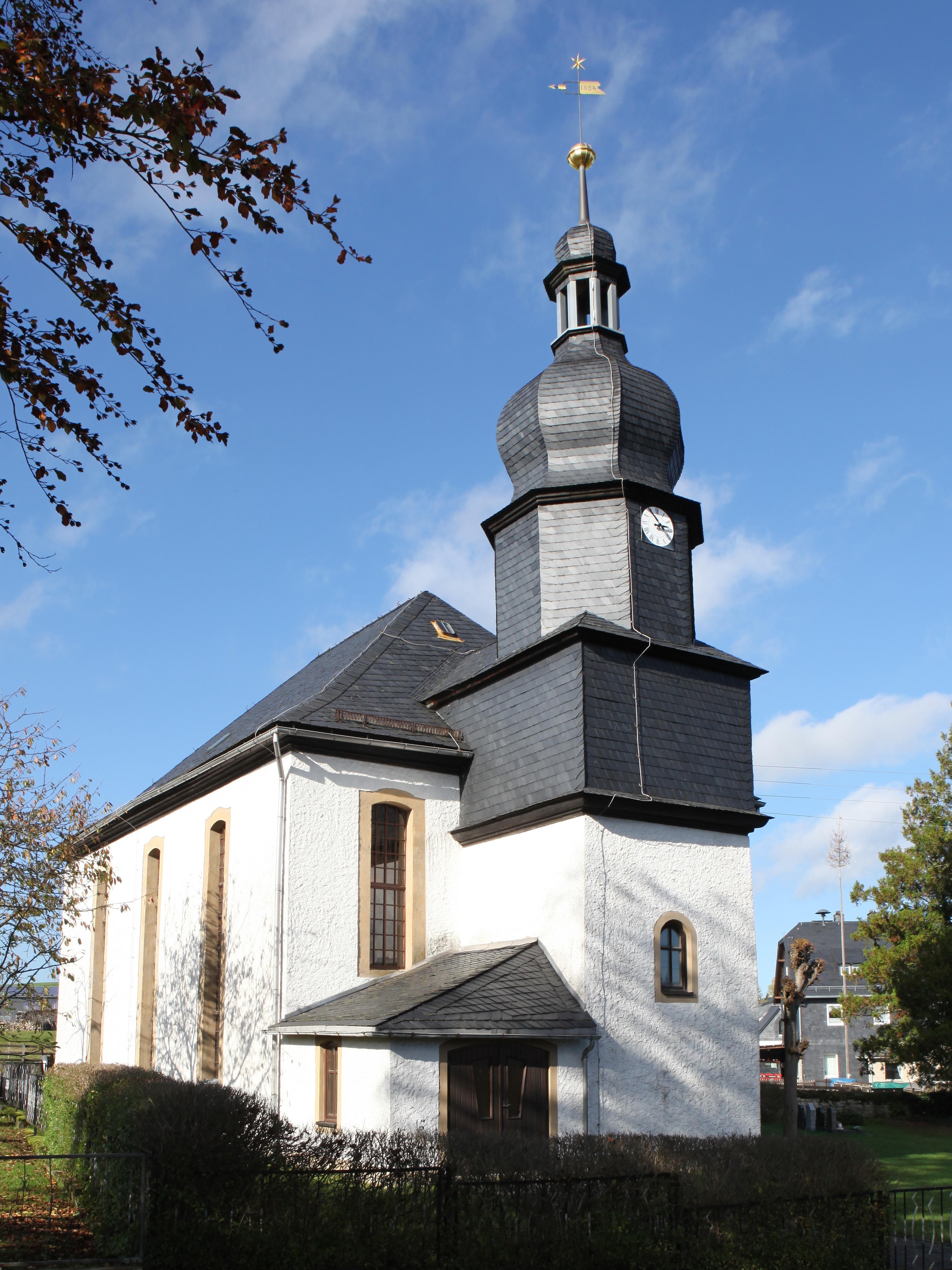
Dreifaltigkeitskirche

Die denkmalgeschützte evangelisch-lutherische Dreifaltigkeitskirche steht in Titschendorf, einem Ortsteil der Stadt Wurzbach im Saale-Orla-Kreis in Thüringen.
Der Gemeindeteil Titschendorf gehört zur Kirchengemeinde Wurzbach des Pfarrbereichs Wurzbach im Kirchenkreis Schleiz der Evangelischen Kirche in Mitteldeutschland.

## Geschichte
Zwischen 1610 und 1620 siedelten die evangelischen Bewohner des bambergischen Nordhalben aus Glaubensgründen in den benachbarten reußischen Ort Titschendorf über. Dort richteten sie 1626 ein Bethaus ein, das 1638–1645 zu einer Kirche ausgebaut wurde. Sie wurde 1777 abgebrochen und 1778 neu erbaut. Der Turm blieb erhalten, er wurde 1854 erneuert, als die Kirche renoviert wurde.

## Beschreibung
Die rechteckige Saalkirche mit ihrem Kirchturm auf quadratischem Grundriss im Süden wurde entgegen der Gewohnheit nach Norden ausgerichtet. Das Langhaus mit drei Achsen ist mit einem schiefergedeckten Walmdach bedeckt. Das obere Geschoss des Turms wurde ebenfalls mit einer Schieferverkleidung versehen. Darauf sitzt ein achtseitiger Aufsatz mit der Turmuhr, der mit einer bauchigen Haube bedeckt ist, die in eine offene Laterne übergeht, die von einer Turmkugel bekrönt ist. Im Turm hängen drei Kirchenglocken. Darunter ist eine sehr kleine aus Bronze, die aus der Bauzeit der Kirche stammt und von Andreas Limmer aus Kronach gegossen wurde. Die beiden anderen Glocken wurden 1923 aus Stahl gegossen. 
Der Innenraum hat zweigeschossige Emporen und ist mit einer Flachdecke in der Art eines Spiegelgewölbes überspannt, in das ein großes Sternornament eingezeichnet ist. Der barocke Kanzelaltar stammt aus Seibelsdorf, wo er wegen einer Kirchenerneuerung nicht mehr gebraucht wurde. Er zeigt als Ornamente Engel und Cherubim und ist bekrönt mit einem Kruzifix. Dazu kommen Figuren der vier Evangelisten und eine Reihe von Aposteln. An der Seite stehen lebensgroße Figuren von Heiligen, die älter sind. Sie stammen von der alten Kirchenausstattung von 1645. Der Raum wird von einer Flachdecke abgeschlossen. Die erste Orgel wurde vom Orgelbauer Trampeli gebaut. Sie wurde 1916 durch ein Instrument von E. F. Walcker & Cie. ersetzt. Dieses hat 9 Register, die auf zwei Manuale und Pedal verteilt sind.